# Carolina Stramare
Carolina Stramare (Genova, 27 gennaio 1999) è una modella italiana, vincitrice della 77ª edizione del concorso di bellezza Miss Italia..

## Biografia
Nata a Genova, vive a Vigevano, dove si è diplomata al liceo linguistico. Ha origini venete da parte paterna. Segue spesso anche il calcio ed è tifosa della Juventus.
Frequenta l'Accademia di belle arti di Sanremo, con indirizzo in grafica, e ha iniziato una carriera come modella lavorando, con il gruppo FCA a Shanghai, realizzando una campagna globale per il marchio Alfa Romeo. Ha collaborato con stilisti e brand come Paul Marciano, Philipp Plein, Colmar e Tezenis.
Nell'estate del 2019 ottiene il titolo di Miss Lombardia, che le permette di accedere direttamente alla finale di Miss Italia 2019, vincendola.
Ha vinto anche la fascia di Miss Kissimo Biancaluna. È stata incoronata da Gina Lollobrigida.
Nella primavera del 2021 viene annunciata la sua partecipazione come concorrente ufficiale della quindicesima edizione de L'isola dei famosi, ma è costretta a ritirarsi poco prima di partire per l'Honduras per motivi famigliari. Nello stesso anno diventa testimonial e presentatrice della piattaforma di streaming Helbiz Live, e affianca Enrico Papi nella conduzione di due puntate di Scherzi a parte.

## Vita privata
È fidanzata dall'estate 2023 con il calciatore Pietro Pellegri, dal quale ha avuto nel gennaio 2025 la sua primogenita, Bianca.

## Televisione
- Miss Italia 2019 (Rai 1, 2019) Concorrente, vincitrice
- Scherzi a parte (Canale 5, 2021) Co-conduttrice[5]
- Pechino Express 10 (Sky Uno, 2023) Concorrente

## Web TV
- Serie BKT (Helbiz Live, 2021-2022) Conduttrice
- A bordo campo (Helbiz Live, 2021-2022) Conduttrice
- Miss Italia (Helbiz Live, 2022) Co-conduttrice
- Adani's Corner (Helbiz Live, 2022) Co-conduttrice

## Altre attività

### Pubblicità
- Tezenis (2019)